# Peter Petrelli
Peter Petrelli est un personnage de fiction du feuilleton télévisé américain Heroes (NBC), interprété par Milo Ventimiglia. Il est le personnage le plus puissant de l'intrigue de la première saison, le seul disposant de plus de pouvoirs que Sylar, le méchant de l'intrigue. Il perdra par la suite son pouvoir pour en récupérer un plus faible, laissant donc la place à Sylar.

## Son histoire

### Passé
Peter est né de l'union d'Angela et Arthur Petrelli et a un grand frère nommé Nathan. Durant son enfance, il est très proche de Nathan qui l'éduque car Arthur est souvent occupé. 
Six mois avant le début de la série, il assiste à la fête d'anniversaire de ses parents puis voit M. Linderman. Peu après, il fête son diplôme  d'infirmier et parle à Angela, Nathan et Heidi. Par la suite, il apprend que ces deux derniers ont eu un accident et que Heidi est à présent handicapée. Il tente de réconforter Nathan mais celui-ci sait M. Linderman est le responsable. En effet, Nathan voulait trainer son père et M. Linderman en justice à cause de leur association dans plusieurs affaires illégales. M. Linderman a donc décidé d'envoyer un avertissement à Nathan.

### Genesis
Peter Petrelli est au début un infirmier au service de Charles Deveaux, mourant. Des rêves prémonitoires l'ont convaincu qu'il est capable de voler. Il tente d'en parler à son grand frère Nathan, mais ce dernier l'écoute d'une oreille distraite, préoccupé par sa candidature aux élections du Congrès des États-Unis. Il n'hésitera pas à sauter du toit d'un immeuble pour prouver qu'il peut voler. Peter voudra alors rencontrer Chandra Suresh, mais trouvera son fils, avec qui il part voir Isaac Mendez, un dessinateur qui peint des tableaux d'événements futurs. C'est durant le trajet en métro que Hiro Nakamura du futur viendra lui délivrer le message : « Sauve la Cheerleader, sauve le monde. »
Dans le studio d'Isaac Mendez, il parviendra à terminer un tableau inachevé d'Isaac, ce qui le fait s'interroger sur ses capacités. Un appel téléphonique de Hiro Nakamura (du présent) le pousse à partir pour le Texas, où il parviendra à mettre en fuite Sylar et sera sauvé par le pouvoir de régénération cellulaire de Claire Bennet, la Cheerleader.
Plus tard, de retour à New York, il rencontre Claude, grâce à qui il parviendra à mieux comprendre son pouvoir et à le développer. Il devient alors capable d'utiliser tous ses pouvoirs sans la présence des premiers possesseurs. Il fera à nouveau face à Sylar dans l'appartement de Mohinder Suresh, et se fera planter un bris de verre dans la nuque, empêchant sa guérison. Le morceau sera délogé par Claire Bennet, qui a vécu une histoire semblable. Il découvre alors que la jeune fille est sa nièce, ainsi que le plan de M. Linderman.
Quand Peter retrouve Noé Bennet sur la Kirby Plaza, il manque d'exploser à cause du pouvoir de Ted Sprague, présent, mais parvient à le juguler. Il ne le pourra plus après son nouvel affrontement contre Sylar, où la présence de nombreux pouvoirs lui fait perdre le contrôle. Il réalise alors que l'homme qui devait exploser n'est pas Sylar, mais lui-même. Mais afin d'empêcher la catastrophe, Nathan arrive et les deux frères prennent leur envol.

### Generations
Peter est découvert amnésique dans un conteneur en Irlande. La bande de gangsters qui l'a trouvé l'interrogent avant de le forcer à participer à leurs opérations, où les pouvoirs de Peter sont très utiles. Mais Elle Bishop, à sa recherche, le retrouve et tue Ricky, le chef de la bande. Il fuit alors avec Caitlin, la sœur de Ricky, et redécouvre une partie de son passé.
Se retrouvant devant une toile blanche, il utilise malgré lui le pouvoir d'Isaac Mendez pour peindre une toile de Caitlin et lui devant un magasin au Québec. Sur place, il trouve un message d'Adam Monroe. En plein questionnement, il se téléporte dans le futur avec Caitlin où il voit une planète décimée. Sa mère, encore vivante, le supplie de retourner dans le passé pour empêcher le virus Shanti d'être libéré. Il retourne alors dans le présent, laissant Caitlin dans le futur. À peine arrivé, il retrouve Adam Monroe, qui comprend qu'il est amnésique, et lui fait utiliser son pouvoir de guérison pour se souvenir.
Il se souvient alors des événements qui ont suivi son explosion : alors qu'il emmenait son frère grièvement brûlé dans un hôpital, il fut capturé par Elle Bishop et le Haïtien. Bob Bishop, qui dirige la Compagnie depuis la mort de Linderman, lui fait suivre un traitement qui doit supprimer ses pouvoirs. Adam Monroe, son voisin de cellule, parvient à lui faire comprendre que c'est un mensonge et qu'ils doivent quitter les lieux. Après avoir cessé le traitement, Peter s'enfuit avec Adam, mais Elle et le Haïtien sont à leur poursuite. Après être passé à l'hôpital pour faire une transfusion de sang de Adam vers Nathan, les deux hommes se séparent et Peter se retrouve seul et impuissant devant le Haïtien, qui lui donne alors une occasion de fuir et tout recommencer, en remerciement de l'aide que Angela Petrelli lui a apporté.
Maintenant que Peter a retrouvé ses souvenirs, ils repartent sur la trace du virus Shanti. Après avoir retrouvé Victoria Pratt et lu dans ses pensées son emplacement, ils attaquent le site de Primatech, stoppé par Hiro Nakamura, puis Matt Parkman et Nathan Petrelli, qui parvient à raisonner Peter. Celui-ci parviendra à détruire le virus avant sa libération avec le pouvoir de Ted Sprague. Peter décide d'épauler son frère qui veut révéler l'existence des "spéciaux" quand celui-ci se fait tirer dessus...

### Villains
Au début de ce volume, Peter poursuit l'assassin de Nathan et découvre que ce dernier lui ressemble trait pour trait. Ce dernier l'enferme dans le corps de Jesse Murphy au niveau 5, à Primatech Research. À la suite du combat de Sylar et Ella, il s'échappe avec Knox, Flint et l'allemand. Ils arrivent dans une station essence et attaquent des passants, pour s'amuser. Peter appelle Nathan par téléphone pour le prévenir avant de repartir. Les quatre hommes décident d'attaquer une banque. Après avoir trouvé l'argent, l'Allemand veut fuir mais Knox, qui veut se venger de Bennet, veut l'attirer là. Il tue l'Allemand puis parle un peu avec Peter et découvre que ce n'est pas Jesse. Bennet arrive et est fait prisonnier. Alors que Knox s'apprête à assouvir sa vengeance, Sylar le stoppe. Peter envoie Flint au loin avec le pouvoir de Jesse mais le temps est stoppé par Peter du futur. 
Ce dernier l'emmène dans le futur et lui montre que la formule est en train de détruire le monde avant de lui dire qu'il doit prendre le pouvoir de Sylar afin de comprendre les lignes du temps et de les changer. Claire et le Haïtien parviennent à l'arrêter tandis que son homologue du passé s'enfuit. Il va voir Mohinder et découvre que celui-ci a l'apparence d'un monstre et lit dans ses pensées afin de savoir la localisation de Sylar. Il part donc à la maison des Bennet, rencontre le fils de Sylar et découvre que son père a beaucoup changé et qu'il est devenu gentil. Il lui apprend aussi qu'ils sont frères. Sylar le prévient alors que s'il prend son pouvoir, il devra subir la faim. Voyant que Peter est têtu, il lui fait comprendre le fonctionnement des choses grâce à une montre; voyant que celui-ci a réussi à assimiler cette capacité, il lui présente ses condoléances avant d'entendre les cris de son fils. Peter et Sylar se retrouvent en face de Claire, Daphné et Knox, qui menacent de tuer le petit garçon. Daphné commence à se battre avec Peter tandis que Knox fait de même avec l'ancien meurtrier et tue son fils. Sylar, en colère, devient radioactif et fait exploser Costa Verde. Peter se retrouve dans une salle avec Claire qui veut le punir pour ce qu'il a fait à cette ville. Nathan arrive et parle à Peter. Ce dernier, dominé par la faim, lui coupe le tête avant de repartir à son époque. Il se fait arrêter par un Sylar venu du bon côté, alors qu'il allait tuer Angela.
Peter parvient à se contrôler, et Angela l'envoie à Pinehearst, où il retrouve son père en vie, qui lui dérobe alors tous ses pouvoirs et le confie à Mohinder pour qu'il devienne un nouveau sujet d'expériences pour la formule. Mais Sylar vient le sauver, et lui permet de s'échapper. Retrouvés par Claire, ils essaient de fuir mais rencontrent Knox et Flint qui veulent les ramener à Pinehearst. Ils retournent donc à Primatech, où Peter décide d'accompagner son frère pour ramener le Haïtien. Mais l'éclipse commence et les deux hommes tombent dans un lac. Sans pouvoirs, ils continuent à pied et trouvent le Haïtien, qui tente de vaincre son frère, le Baron Samedi. Nathan capturé, Peter viendra le sauver et affrontera seul une milice armée, avant que Nathan et le Haïtien n'arrivent et mettent fin à l'affrontement.
Peter et le Haïtien retournent donc à Pinehearst pour stopper Arthur Petrelli, Peter lui tirant une balle dans la tête pendant que le Haïtien l'empêche d'utiliser ses pouvoirs. Mais ce sera finalement Sylar qui tuera celui qu'il croyait être son père. Peter décide alors de détruire la formule et Pinehearst, et reçoit l'aide de Flint dans sa tâche. Nathan arrive ensuite et tente de stopper son frère, mais la formule répandue au sol prend feu et le bâtiment est sur le point d'exploser quand Peter s'injecte la formule et parvient à sauver son frère en volant. Nathan part de son côté, furieux.

### Fugitives
Un mois et demi après, Peter est redevenu infirmier, et essaie de sauver encore un maximum de personnes. Quand il apprend que son frère veut capturer les "spéciaux", il s'y oppose fortement. Il se fera alors capturer par Noé Bennet et embarquera dans un avion avec beaucoup d'autres personnages de la série.  Claire le sauvera, mais il utilisera malgré lui le pouvoir de Tracy Strauss et provoquera le crash de l'appareil.
En effet, le pouvoir qu'il a récupéré avec son injection est un pouvoir d'émulation : il ne peut utiliser que le pouvoir de la dernière personne spéciale qu'il a touchée. Après avoir tenté de stopper son frère, il fuit, laissant Tracy derrière lui et reprenant le pouvoir de vol de son frère. Avec les autres spéciaux en fuite, il monte un plan. Matt Parkman, Mohinder Suresh et lui enlèvent alors Noé Bennet pour découvrir les intentions de Nathan. Matt trouve dans ses pensées le lieu d'un entrepôt qui contient des armes, où Peter se rend. Mais à son retour, les troupes de Danko ont retrouvé Bennet, et Peter fuit avec Matt, laissant Mohinder. Matt et Peter décident d'infiltrer le bâtiment 26, siège des opérations. Avec l'aide de Rebel, ils parviennent à récupérer des informations, avant de devoir fuir. Matt est capturé, et Nathan sauve son frère, qui s'enfuit à nouveau.
Peter réapparait plus tard et sauve sa mère dans un ascenseur, sur le point de se faire capturer. Ils se réfugient dans une église, où sans l'aide de Noé Bennet, ils se seraient fait capturer. Angela a un nouveau rêve prémonitoire, et réunit à Coyote Sands toute la famille Petrelli : Peter, Nathan, Claire et elle, maintenant tous fugitifs. Rejoints par Bennet et Mohinder, ils ont pour ordre de creuser, et ils trouvent un vrai charnier, résultat des premières incursions du gouvernement dans la vie des spéciaux, et dont Angela est une des survivantes. Peter met les choses au clair avec son frère, avant de repartir chercher sa mère, enlevée par sa sœur. Il les retrouvent et sauve sa mère.
Au café de Coyote Sands, tous décident de créer une nouvelle Compagnie, mais sur de nouvelles bases et de nouvelles valeurs, quand ils voient une allocution de Nathan à la télévision : Sylar a pris la place de Nathan. Peter et Nathan retournent alors à Washington, où ils parviennent à entrer dans le bâtiment et affrontent Sylar. Durant le combat, Peter a touché Sylar et pris son pouvoir de caméléon, et l'utilise contre lui en prenant l'apparence du Président des États-Unis. Il parvient alors à lui injecter un puissant somnifère, qui assomme Sylar.

### Redemption
Peter a repris son travail d'infirmier, dans lequel il utilise le pouvoir de Mohinder pour venir en aide à un maximum de personnes. Il n'hésite pas à enchaîner les services, ayant fait une croix sur toute vie personnelle.
Il accepte cependant de venir en aide à Noé Bennet quand il a découvert une clé sur le cadavre de Danko. Peter vient pour couvrir ses arrières. Bien lui en a pris, car Edgar apparait et tente de tuer Bennet. Peter prend son pouvoir à temps, et entame le combat qu'il domine. Quand Bennet trouve une boussole cassée qui régait aux spéciaux comme Peter, ce dernier préfère lui laisser, ne voulant pas se mêler des affaires de la nouvelle compagnie. Il retrouve pourtant Bennet quand il se fait attaquer une nouvelle fois.
Après avoir découvert que Nathan commence à avoir de nouveaux pouvoirs (ceux de Sylar) et que Bennet tente de trouver un nouveau but, il essaie de sortir de son isolation en se rapprochant d'abord de sa famille. Il invite sa mère, mais elle est trop préoccupé par la disparition de Nathan. En retournant à l'hôpital, il sauve Emma d'un accident et acquiert ainsi son pouvoir de synesthésie, trouvant ainsi une façon de se rapprocher d'elle.
Plus tard, en rentrant chez lui, il trouve Hiro qui vient de s'y téléporter. Comme il s'effondre, Peter l'amène à l'hôpital, où il découvre la tumeur dont le Japonais souffre. Peter veut sauver son ami : il prend son pouvoir, confie Hiro à Emma, et se téléporte chez HRG pour trouver quelqu'un capable de guérir Hiro. Noah pense à Jeremy, un jeune garçon guérisseur qu'il avait traqué quelques années auparavant. Mais le pouvoir de Jeremy a évolué : s'il peut guérir, il peut maintenant aussi tuer. Peter, en voulant rendre le fusil du jeune homme, prend une balle. Jeremy parvient à le sauver de justesse. Peter prend alors son pouvoir et prend l'avion pour revenir à New York. Mais quand il arrive à l'hôpital, Hiro a disparu.
Son pouvoir de guérison lui est très utile, mais le fatigue énormément. Il se décide enfin à ne plus compter les vies qu'il a sauvées. Quand soudain, son frère vient frapper à sa porte. De retour au bureau de Nathan, ils trouvent le Haïtien, qui donne à Peter une adresse où il découvrira un secret sur Nathan : il s'agit d'un entrepôt dans lequel le corps de Nathan est conservé. Nathan ayant vu que Matt Parkman sait quelque chose, ils vont le rejoindre au Texas, s'infiltrent dans sa chambre, et Peter le guérit. Devant le discours incohérent de Matt sur l'esprit de Sylar, Peter tente de dissuader son frère de le toucher, mais Nathan le repousse par télékinésie. Quand l'esprit de Sylar est revenu dans "son" corps, Nathan prend son frère assommé et s'envole vers un pic des Rocheuses, pour s'isoler du monde. Peter le convainc du contraire, prend son pouvoir et s'envole avec lui.
Il doit désormais être un rempart entre le retour de Sylar et le monde. Il prend ainsi le pouvoir du Haïtien, et part avec des anesthésiques pour mettre le tueur hors d'état de nuire. Quand il le retrouve, il parvient à l'immobiliser et à faire resurgir Nathan. Mais celui-ci doit continuer à lutter et choisit de se suicider devant son frère, en lui demandant de protéger leur mère et Claire. Peter appelle Claire pour l'informer de la mort de Nathan. Plus tard, lors des funérailles de Nathan, Peter en fait l'éloge, en disant à tout le monde comment Nathan était comme un père pour lui quand son père n'était pas là. À la veillée funèbre, il a du mal à accepter les condoléances et préfère s'isoler dans la cuisine avec Claire dans le but d'échapper à tout cela. Claire se coupe la main et elle saigne, à cause du pouvoir du Haïtien. Plus tard, après avoir entendu parler d'une situation d'otages, Peter se dirige sur place, suivi par Claire et assomme un policier avec sa puissance. Il laisse Claire porter secours à un employé blessé alors qu'il fait face au forcené. Il semble convaincre dans un premier temps l'homme, mais il lui tire une balle dans l'épaule avant que Peter ne le désarme. Plus tard, dans l'ambulance, Peter convainc Claire de lui permettre de copier son pouvoir de régénération et il se régénère de sa blessure. Il décide de garder le pouvoir de Claire et de l'utiliser pour garder les gens à arrêter de trouver afin de garder son esprit hors de la mort de Nathan. Claire finit par le convaincre de la futilité de ses actes et il a lancé un appel contre West Rosen s'il peut copier sa capacité de voler, sans doute comme un moyen de se souvenir de Nathan. Après la fuite de la copie de nouveau, Peter s'envole.
Samuel sullivan a d'autres plans pour lui : il le voit comme le nouveau leader parfait du carnaval, Samuel lui-même dit à Lydia que Peter pourrait être le prochain Joseph. Peter est alors réveillé par la boussole tatouée sur son bras. Plus tard, Peter est appelée à l'appartement d'Emma par sa nouvelle capacité à appeler les gens à elle en utilisant son pouvoir et le violoncelle. Là, il est choqué de voir la boussole sur le violoncelle et la compare à son tatouage. Les deux vont à l'appartement de Peter, où Emma identifie Samuel Sullivan, à l'aide de la coupure de journal que Samuel avait changé. Angela arrive et est manifestement choqué de voir Emma, et après son départ, Peter exige une explication, demandant à sa mère de lui dire la vérité pour une fois. Angela révèle avec réticence qu'elle avait fait un rêve prophétique qui révèle que Emma sera responsable de la mort de milliers de personnes et que Peter ne peut la sauver. Réalisant qu'un autre pourrait mais que sa mère préfère ne rien dire, Peter copie sa capacité afin de voir par lui-même. Avant de partir, Angela l'avertit que le rêve du futur est une malédiction, non un cadeau. Plus tard dans la nuit, Peter a un rêve prophétique d'Emma. Dans le rêve, Emma joue du violoncelle en pleurant alors que des gens crient dans le fond, mourant sans doute. Comme le rêve se termine, Sylar se montre et Emma offre son aide, disant qu'il est là pour la sauver.
Comme à la suite du rêve, Peter va à l'appartement d'Emma et détruit son violoncelle, causant alors sa colère. Peter rêve d'Emma et de Sylar de nouveau, mais cette fois, il montre que Eric Doyle contrôle ses actions. Peter retourne voir sa mère pour avoir confirmation de ses prémonitions avant de partir pour Los Angeles rejoindre Matt Parkman, qui a emprisonné Sylar dans son esprit. Peter prend son pouvoir et tente de l'en libérer mais il se retrouve enfermé avec lui dans une ville de New York déserte, entourés d'un mur de briques indestructible. Le temps passe à une échelle bien plus lente dans leur prison mentale, temps durant lequel Peter parvient à côtoyer l'assassin de son frère et le convaincre de devenir un héros. Après cinq ansd'emprisonnement (en fait une demi-journée), ils peuvent détruire le mur, mais se retrouvent face à Eli, envoyé par Samuel pour les tuer. Vaincu facilement, il parvient à convaincre Matt de laisser Sylar partir avec lui pour Central Park. Une fois que la foule fuit les tremblements
de terre causés par Samuel, Peter l'entraîne dans les coulisses tout en prenant son pouvoir et parvient à faire durer le duel le temps que la foule soit téléportée. Il rejoint ensuite Emma et Sylar, qui a laissé Doyle sauf.
Peter assiste avec Sylar à la révélation au monde de Claire au sujet des spéciaux.

## Pouvoir

### Pouvoir originel: l'empathie
Son pouvoir est d'assimiler et reproduire les capacités des héros qu'il a approchés, celui d'empathie. En effet, son pouvoir lui permet de modeler son ADN et ainsi de copier celui des autres humains évolués rien qu'en s'approchant d'eux. Cette aptitude fonctionne aussi bien avec les pouvoirs naturels que les pouvoirs obtenus synthétiquement ou les pouvoirs obtenus par un autre mécanisme de copie de pouvoir (il peut donc copier tous les pouvoirs de Sylar). Au début de la série, il ne possède les pouvoirs que durant le temps où il est au voisinage des autres humains évolués, indépendamment de sa volonté. Ensuite, il parvient à conserver et à accumuler les pouvoirs qu'il a acquis, ce qui en fait le seul personnage capable de se mesurer à Sylar à la fin de la saison 1.
Peter bénéficie également de visions du futur en rêve, quoique non exactes. Ce n'est que dans la saison 3 qu'on apprend que ce pouvoir est en fait le pouvoir de sa mère, le premier qu'il a copié. Cela avait été sous-entendu par les auteurs dans des informations révélées en dehors de la série. Cela confirme qu'Angela Petrelli avait un pouvoir, ce qui restait incertain.
Pouvoirs utilisés
- Synchronisation de pouvoirs (de lui-même)
- Rêves prémonitoires (d'Angela Petrelli)
- Vol (de Nathan Petrelli)
- Chronokinésie/Téléportation (de Hiro Nakamura venu d'un futur possible)
- Précognition (d'Isaac Mendez)
- Facteur autoguérisseur (de Claire Bennet et d'Adam Monroe)
- Télékinésie (de Sylar, qui lui-même l'a pris de Brian Davis)
- Télépathie (de Matt Parkman)
- Invisibilité  (de Claude Rains)
- Émission d'énergie radioactive (de Ted Sprague)
- Force surdéveloppée (de Niki Sanders)
- Intangibilité (de D.L. Hawkins)
- Électrokinésie (d'Ella Bishop)
- Pyrokinésie (de Flint Gordon)
- Compréhension intuitive des choses (de Gabriel du futur)
- Super Vitesse (de Daphne Millbrook du futur)
- Et plusieurs autres pouvoirs (tels que ceux des anciens qu'il a sûrement connus, ou même des gens spéciaux qu'il a pu croisés dans la vie de tous les jours)

Pouvoirs non utilisés
- Technopathie (de Micah Sanders)
- Alchimie (de Bob Bishop)
- Explosion d'objet à distance (de Trevor Zeitlan)
- Cryokinésie (d'un(e) inconnu(e))
- Liquéfaction moléculaire (de Zane Taylor)
- Ouïe surdéveloppée (de Dale Smither)
- Hypermnésie (de Charlie Andrews)
- Clairsentance (de Bridget Bailey)
- Vol de pouvoirs (de Arthur Petrelli)
- Contrôle des champs magnétiques (de l'allemand)
- Absorption de la peur d'autrui rendant fort (de Knox)
- Modulations des ondes sonores (de Jesse Murphy)
- Clairvoyance (de Molly Walker)
- Inhibition et effacement de souvenirs (du Haïtien)

Futurs pouvoirs
Dans l'épisode 20 de la saison 1, 5 ans plus tard (Five Years Gone), dans lequel Hiro s'est accidentellement transporté avec son ami Ando Masahashi, Peter semble avoir acquis quelques autres pouvoirs tels que la pyrokinésie (de Meredith Gordon). Ce futur n'appartient cependant plus au possible, car la destruction de New York n'a pas eu lieu.
Le Peter du Futur de la saison 3 possède également de nouveaux pouvoirs. Il utilise des pouvoirs tels que :
- Illusion/Métamorphisme (de Candice Wilmer)
- Transfert de personnes en d'autres (d'un(e) inconnu(e))

Processus
Le processus par lequel Peter acquiert ses pouvoirs n'est pas expliqué dans la première saison ; à l'origine, il ne pouvait restituer que les pouvoirs des autres heroes présents, mais l'entraînement avec Claude Rains lui a permis de restituer n'importe quel pouvoir à volonté (excepté le pouvoir de projection astrale, qu'il ne peut pas arrêter à volonté). L'auteur aurait laissé entendre que l'absorption serait possible lorsqu'un héros fait démonstration de son pouvoir devant Peter Petrelli. Dans le cas de Ted Sprague, son pouvoir est tellement instable (il émane sans arrêt des radiations) que cela revient à l'avoir utilisé devant Peter (ce qui semble être démenti dans la saison 3 quand Peter absorbe le pouvoir de Tracy Strauss sans le connaître, ou même dans la saison 2 quand il se sert du pouvoir de DL Hawkins).
Tim Kring a récemment laissé entendre que Peter posséderait les pouvoirs de tous les personnages présents lors de la scène finale de la saison 1 (D.L. Hawkins: Passage à travers la matière solide, Micah Sanders: Technopathie, Molly Walker: Repérage des personnes). Cela a été confirmé par le fait que Peter a utilisé le pouvoir de DL Hawkins dans la saison 2.
Dans le premier épisode de la saison 2, il n'emploie qu'un seul pouvoir : la projection d'éclairs, qui lui vient d'Ella. Il utilise un peu malgré lui différents pouvoirs dans le début de la saison 2 : régénération, projection d'éclairs, force surhumaine, voyage dans le temps, intangibilité, télépathie, télékinésie. Il y a des pouvoirs appartenant à des personnes dont il s'est trouvé à proximité et qu'il n'a jamais utilisés : technopathie, repérage, alchimie...
Dans l'épisode 1 de la saison 3, un Peter Petrelli venu du futur montre une bonne maîtrise de ses pouvoirs, et possède également le changement d'apparence. C'est lors de sa discussion avec sa mère (qui a deviné d'où il vient) qu'on a la confirmation que ses visions d'avenir lui viennent d'elle.

### Deuxième pouvoir: l'émulation
Par la suite, son père Arthur touche Peter, lui volant tous ses pouvoirs. Peter s'injecte ensuite le liquide donnant des pouvoirs aux humains ordinaires, et se montre capable de voler, alors que Nathan était présent. Peter a donc récupéré un pouvoir plus faible que le précédent : il ne peut avoir qu'un seul pouvoir à la fois et le pouvoir qu'il "copie" sur quelqu'un remplace celui qu'il avait précédemment. Il est cependant avéré par la suite que Peter peut utiliser le pouvoir de son frère malgré un contact avec d'autres personnes ayant des pouvoirs : il peut donc choisir d'absorber un nouveau pouvoir ou de garder celui qu'il possède. 
Contrairement aux rumeurs qui ont précédé, Peter ne reprend pas son pouvoir empathique originel, jugé trop puissant par les scénaristes.
Après son changement de pouvoir il a eu successivement :
- Synchronisation et remplacement de pouvoirs (propre pouvoir)
- Cryokinésie (de Tracy Strauss)
- Vol (de Nathan Petrelli/Sylar et de West Rosen)
- Polymorphisme (de Sylar, qui lui-même l'a pris de James Martin) (il ne peut reproduire qu'un seul pouvoir et a choisi celui-ci)
- Agilité (de Mohinder Suresh)
- Super vitesse (d'Edgar)
- Synesthésie avancée (d'Emma Coolidge)
- Chronokinésie/Téléportation (de Hiro Nakamura)
- Guérison (de Jeremie)
- Inhibition et effacement de souvenirs (du Haïtien)
- Facteur autoguérisseur (de Claire Bennet)
- Rêves prémonitoires (d'Angela Petrelli)
- Télépathie (de Matt Parkman)
- Géokinésie (de Samuel Sullivan)

## Futurs
Deux versions futures du Peter ont été vues dans la série, dans la saison 1 et la saison 3. Les deux fois, Peter portait une grande cicatrice au travers du visage, passant entre les deux yeux. Sa cicatrice aurait été causée par l'explosion atomique de New-York, le pouvoir de Claire permet aux tissus organiques de faire que les cellules se régénèrent, mais comme il est indiqué dans l'épisode 6 de la saison 4 elle n'agit pas sur toutes les blessures ; à la saison 3, la cause est inexplicable. 
Le caractère du Peter futur avait lui aussi bien changé : plus sombre, plus dur.